# Giardino Atlantique

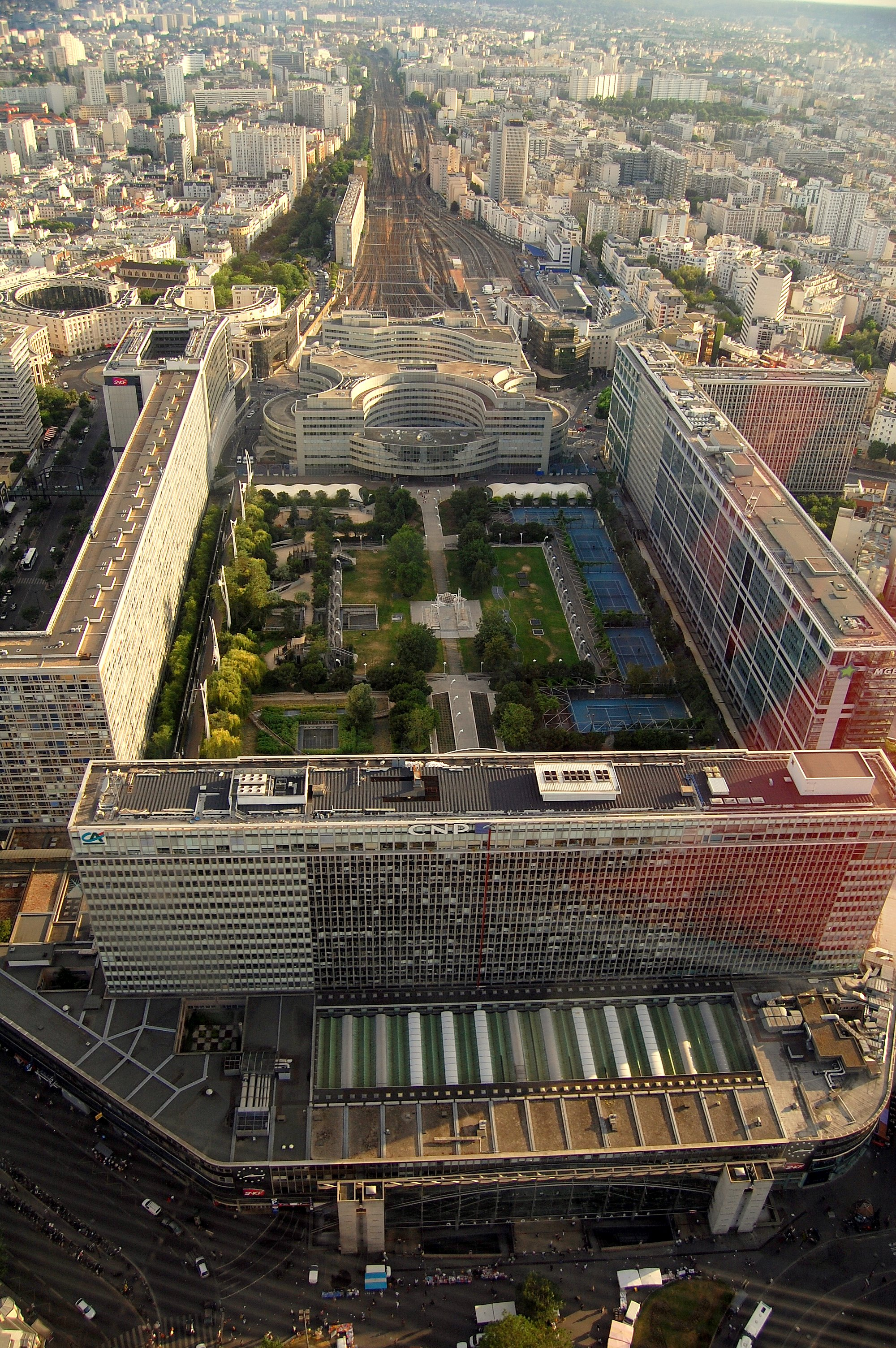
Veduta del giardino

Il giardino Atlantique è un giardino pubblico del XV arrondissement di Parigi, nel quartiere Necker. Fu progettato dai paesaggisti Brun e Michel Péna. Si trova al di sopra delle vie della stazione ferroviaria di Montparnasse, occupa una superficie di 3,5 ettari ed è circondato dal complesso immobiliare Maine-Montparnasse. Vi si accede dal n. 1 di place des Cinq-Martyrs-du-Lycée-Buffon.

## Descrizione

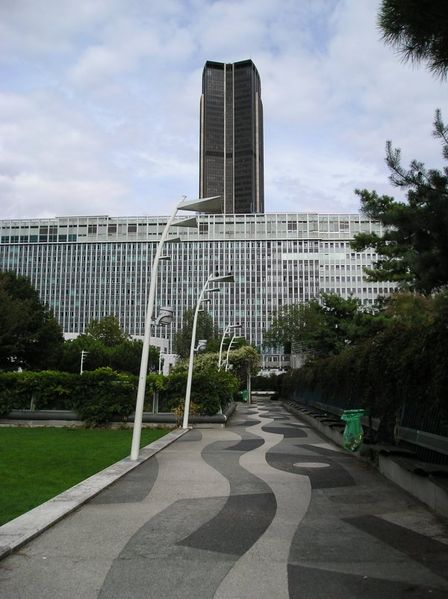
Il giardino Atlantique con sullo sfondo la tour Montparnasse.

Il centro del giardino è costituito da un grande prato quadrato. Esso è attraversato al centro da un viale che porta alla fontana dell'"Isola delle Esperidi" ove si trova un portico del quale ogni base ospita un apparato meteorologico e che sostiene un grande specchio orientabile. La vegetazione permanente che orna il giardino è improntata alla natura delle facciate atlantiche dei due continenti e offre, oltre al verde, del malva, del bianco e del blu. Il giardino propone un parco giochi per i bambini, la cui configurazione è fatta di piccole aree e di sentieri incassati, staccandosi radicalmente dal resto del giardino. Su questa zona corre una lunga passerella pedonale curva. Il giardino propone pure un'area ginnica, dei campi da tennis, dei tavoli da ping-pong e visite guidate.

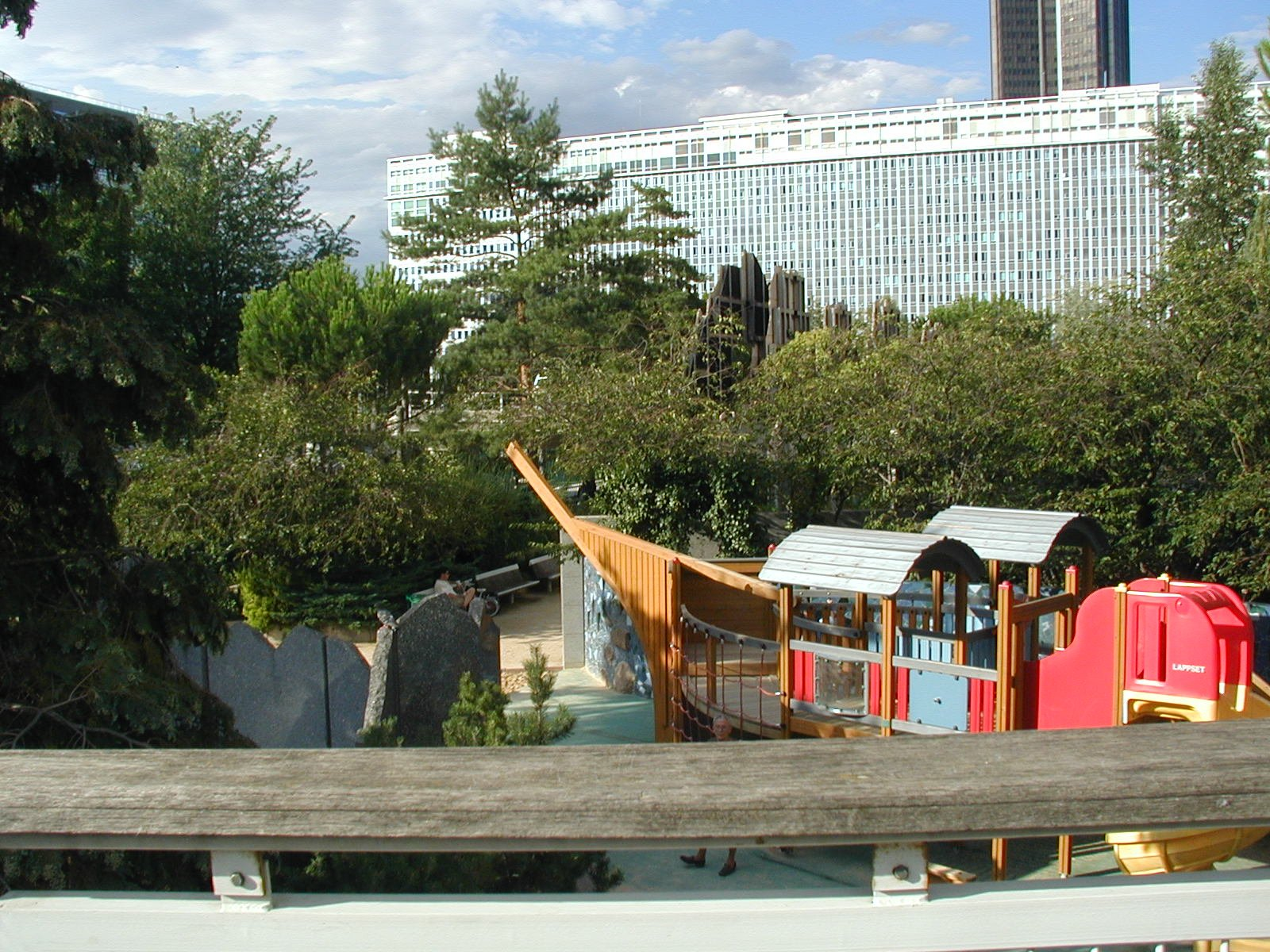
Area giochi del gardino Atlantique.

I 130 vani di ventilazione ripartiti nel giardino consentono l'aerazione della stazione e del parcheggio sotterraneo presenti al di sotto, in un ambiente vegetale.
Certe installazioni hanno sofferto l'usura del tempo; l'osservatorio meteorologico e la fontana sono fuori servizio e circondati da steccati.
Il tema dell'oceano è suggerito dalla vegetazione, dalle forme di onde onnipresenti e il mobilio rammenta la costruzione navale.
L'opera che sostiene il giardino e il parcheggio è stata costruita dall'architetto Jean-Marie Duthilleul.
Le sculture poste sui pali lungo l'immobile di abitazione sono opera dello scultore plastico Bernard Vié.

## Storia

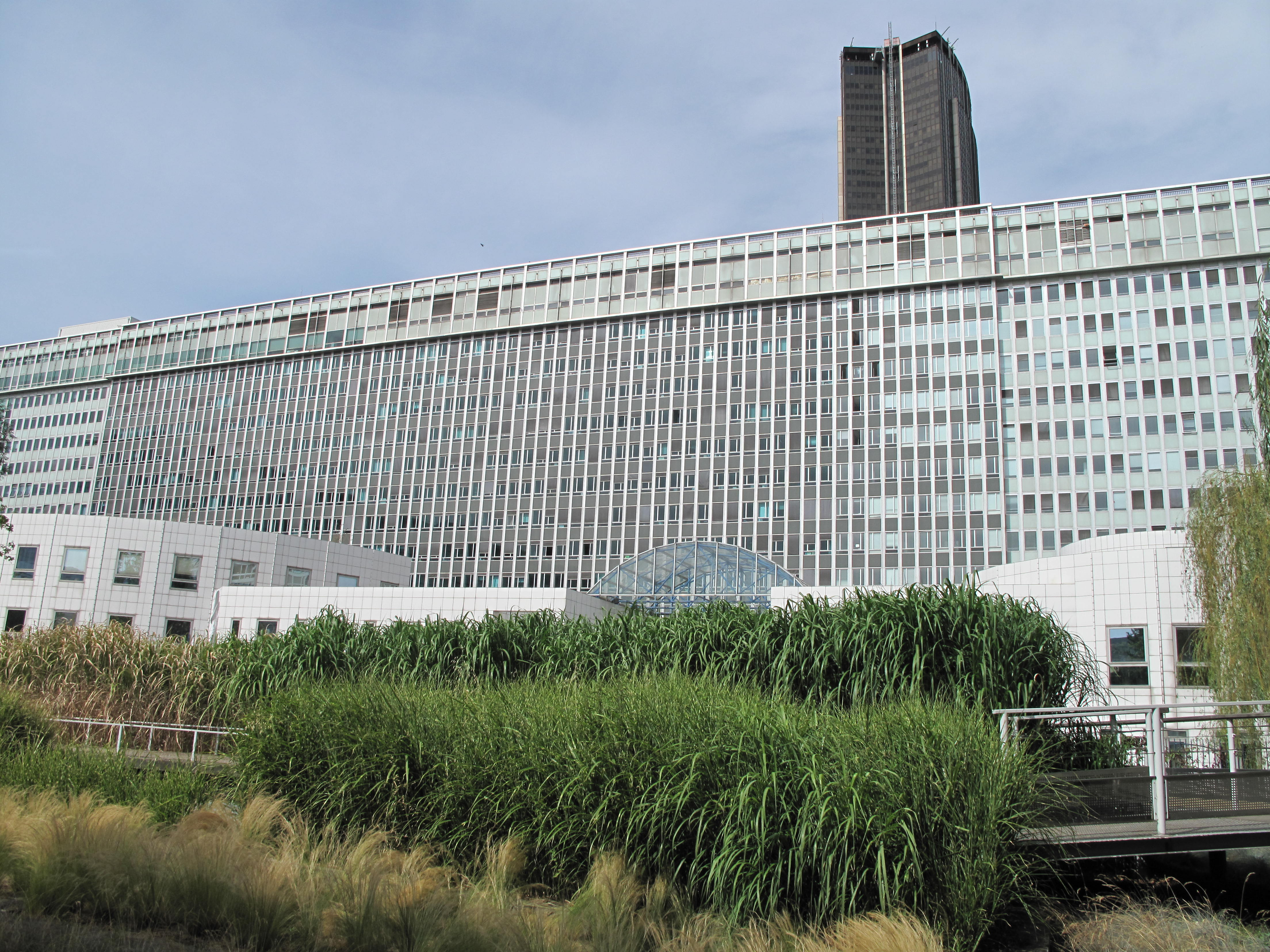
Dettaglio campestre.

Questo giardino pensile è stato costruito nel 1994 su una soletta che copre le banchine della stazione, prima all'aria libera. Dagli anni '60, il progetto di una soletta che ricoprisse la stazione e consentisse uno spazio verde era stato preconizzato, ma ci vollero trent'anni e l'opportunità della costruzione della stazione del TGV Atlantique perché il progetto vedesse la luce..  
Esso è stato concepito dai paesaggisti François Brun e Michel Péna.

## Trasporti
Il giardino è servito dalla linea n. 13 della metropolitana di Parigi attraverso la stazione Gaîté.